# Leichtathletik-Europameisterschaften 2010/Teilnehmer (Großbritannien)

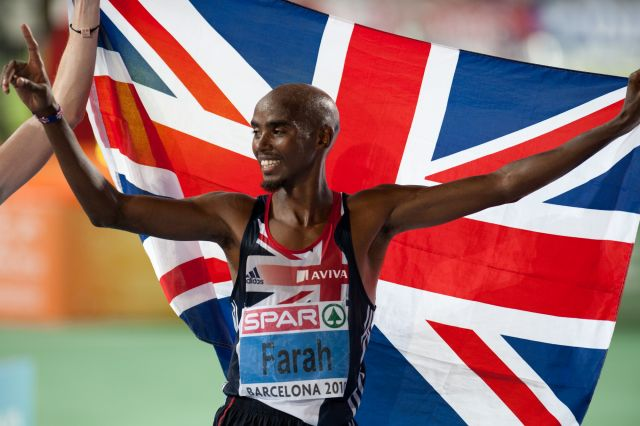
Mohammed Farah nach seinem Sieg über 10.000 m

Großbritannien meldete 71 Sportler, davon 32 Frauen und 39 Männer, für die Leichtathletik-Europameisterschaften 2010 vom 27. Juli bis zum 1. August in Barcelona.
| Wettbewerb        | Männer | Frauen |
| ----------------- | --- | --- |
| 100 m             | Dwain Chambers (5. Platz) James Dasaolu (10. Platz) Marlon Devonish (Keine Teilnahme) Mark Lewis-Francis (Silber)                                | Laura Turner (13. Platz) |
| 200 m             | Leon Baptiste (Keine Teilnahme) Marlon Devonish (4. Platz) Jeffrey Lawal-Balogun (13. Platz) Christian Malcolm (Silber)                          | Emily Freeman (9. Platz) |
| 400 m             | Michael Bingham (Silber) Martyn Rooney (Bronze) Robert Tobin (keine Teilnahme) Conrad Williams (20. Platz)                                       | Lee McConnell (12. Platz) |
| 800 m             | Michael Rimmer (Silber) | Jennifer Meadows (Bronze) Marilyn Okoro (17. Platz) Jemma Simpson (5. Platz)                                                                                     |
| 1500 m            | Andrew Baddeley (6. Platz) Thomas Lancashire (10. Platz) Colin McCourt (9. Platz)                                                                | Lisa Dobriskey (4. Platz) Hannah England (10. Platz) Stephanie Twell (7. Platz)                                                                                  |
| 5000 m            | Mo Farah (Gold) Christopher Thompson (8. Platz)                                                                                                  | Joanne Pavey (keine Teilnahme) |
| 10.000 m          | Mo Farah (Gold) Christopher Thompson (Silber) | Joanne Pavey (keine Teilnahme) |
| Marathon          | Andi Jones (aufgegeben) Lee Merrien (8. Platz) Ben Moreau (24. Platz) Dan Robinson (19. Platz) Dave Webb (16. Platz) Martin Williams (28. Platz) | Helen Decker (21. Platz) Susan Partridge (16. Platz) Rebecca Robinson (24. Platz) Michelle Ross-Cope (14. Platz) Holly Rush (20. Platz) Jo Wilkinson (25. Platz) |
| 3000 m Hindernis  | | Hatti Dean (4. Platz) Barbara Parker (20. Platz) |
| 100 m Hürden      | | Jessica Ennis (keine Teilnahme) |
| 110 m Hürden      | William Sharman (disqualifiziert) Andrew Turner (Gold)                                                                                           | |
| 400 m Hürden      | David Greene (Gold) Rhys Williams (Silber) Nathan Woodward (10. Platz)                                                                           | Eilidh Child (8. Platz) Perri Shakes-Drayton (Bronze) |
| Hochsprung        | Martyn Bernard (Bronze) Tom Parsons (11. Platz)                                                                                                  | |
| Stabhochsprung    | | Kate Dennison (6. Platz) |
| Weitsprung        | Greg Rutherford (keine Teilnahme) Christopher Tomlinson (Bronze)                                                                                 | |
| Dreisprung        | Nathan Douglas (10. Platz) Phillips Idowu (Gold)                                                                                                 | |
| Kugelstoßen       | Carl Myerscough (12. Platz) | |
| Siebenkampf       | | Jessica Ennis (Gold) |
| 20 km Gehen       | | Joanna Jackson (10. Platz) |
| 4 × 100 m Staffel | (9. Platz) Leon Baptiste James Dasaolu Marlon Devonish Jeffery Lawal-Balogun Mark Lewis-Francis Christian Malcolm Craig Pickering                | (10. Platz) Montell Douglas Katherine Endacott Emily Freeman Hayley Jones Joice Maduaka Elaine O’Neill                                                           |
| 4 × 400 m Staffel | (Silber) Michael Bingham Richard Buck Chris Clarke Graham Hedman Robert Tobin Conrad Williams                                                    | (Bronze) Vicki Barr Lee McConnell Nadine Okyere Nicola Sanders Perri Shakes-Drayton Kim Wall                                                                     |